# Distrito de Döbeln
El Distrito de Döbeln (en alemán: Landkreis Döbeln) fue, entre 1952 y 2008, un Landkreis (distrito) ubicado en el centro del estado federado de Sajonia (Alemania). Limitaba al norte con el distrito de Torgau-Oschatz, al este el distrito de Meißen, al sur con el distrito de Mittweida y al oeste con el distrito del Valle del Mulde. La capital del distrito estaba establecida en la ciudad de Döbeln.
Los límites del distrito fueron establecidos en 1952, en el marco de la reorganización territorial de la República Democrática Alemana. Döbeln fue uno de los pocos distritos que no se vieron modificados tras la reunificación alemana, hasta que el 1 de agosto de 2008, como fruto de una nueva reforma de los distritos de Sajonia, el de Döbeln fue fusionado con los de Freiberg y Mittweida en el nuevo distrito de Sajonia Central.

## Composición del distrito
(Recuento de Habitantes de 30 de septiembre de 2005)
| Ciudades 1. Döbeln (21.314) 2. Hartha (8.403) 3. Leisnig (7.008) 4. Roßwein (7.444) 5. Waldheim (9.030) | Municipios 1. Bockelwitz (2.823) 2. Ebersbach (1.148) 3. Großweitzschen (3.360) 4. Mochau (2.755) 5. Niederstriegis (1.340) 6. Ostrau (4.395) 7. Ziegra-Knobelsdorf (2.354) 8. Zschaitz-Ottewig [Sitz: Zschaitz]] (1.494) |